# Mini-symfonie (Lancen)
Mini-symfonie is een compositie voor harmonieorkest van de Franse componist Serge Lancen. Het is zijn vierde symfonie na Symphonie Légére (1955), Manhattan Symphonie (1962) en Symphonie de Noël (1964). Het werk is geschreven in opdracht van de Festliche Musiktage 1968 te Uster, Zwitserland, waar het zijn première beleefde op 26 oktober.